# OSFP
OSFP (angl. Octal Small Formfactor Pluggable) — nové provedení připojitelných modulů s osmi vysokorychlostními elektrickými linkami, používaný v telekomunikačních a datových komunikačních aplikacích. Rozhraní SFP na síťovém zařízení poskytuje modulární slot pro médium-specifický transceiver, jako je optický kabel nebo měděný kabel. Je o něco širší a hlubší než QSFP, ale stále podporuje 36 portů OSFP na předním panelu 1U, poskytující 14,4 Tbit/s na 1U. Formát OSFP byl navržen tak, aby podporoval 400 gigabitová optická data v datových centrech, kampusech a externích metropolitních sítích.

## Historie
V roce 2016 byl oznámen první standard pro OSFP. Tento formát byl navržen k podpoře 400 gigabitových optických dat uvnitř datových center, kampusů a vnějších metropolitních sítí. Specifikace OSFP byla vytvořena na základě uzavřeného konsorcia společností Google a je vedena společností Arista Networks. Hlavním cílem bylo vytvoření modulu, který poskytuje vysokou propustnost a efektivní využití prostoru. V roce 2021 byla vydána verze 4.0 standardu OSFP, umožňující dosáhnout 800 Gbit/s prostřednictvím 8×100 Gbit/s elektrických. Poslední verze byla vydána 2. října 2022.

## Výhody a Charakteristiky
Výhodou použití OSFP je, že každý port může být podle potřeby vybaven různými typy vysílačů. Formát a elektrické rozhraní jsou definovány v dohodě o více zdrojích (MSA) pod záštitou výboru Small Form Factor.

### Výhody
- Tepelný výkon: OSFP má integrovaný chladič, který zlepšuje tepelný výkon a umožňuje používat moduly s výkonem až 15 W ve switchích s běžnou cirkulací vzduchu.
- Zpětná kompatibilita s QSFP: Je možné vytvořit adaptér, který podporuje stávající 100gigabitové moduly QSFP v patici OSFP.
- Výhled: OSFP je schopen splnit předpokládané tepelné požadavky na 800gigabitové optické systémy, až budou takové systémy a optika v budoucnu k dispozici.

### Charakteristiky[3]
- Elektrická vedení: 8 vysokorychlostních elektrických vedení.
- Rychlost: Zpočátku podporuje 400 Gb/s.

## Technologie

### Změna technologií
OSFP ve většině aplikací úspěšně nahradil větší gigabitový převodník rozhraní (GBIC) a někteří výrobci jej někdy označují jako Mini-GBIC. Přijímače OSFP podporují řadu komunikačních standardů, jako jsou SONET, Gigabit Ethernet, Fibre Channel, PON a další.

### Vývoj technologií
Postupem času se rychlost přenosu dat výrazně zvýšila. Specifikace SFP+ z roku 2006 zvýšila rychlost na 10 Gb/s a iterace SFP28 je určena pro rychlost 25 Gb/s.

### Související technologie
OSFP má příbuzného, Quad Small Form-factor Pluggable (QSFP), který umožňuje vyšší přenosové rychlosti. Varianty QSFP28 a QSFP56 byly standardizovány pro rychlosti až 100 Gbit/s, resp. 400 Gbit/s.

## Kompatibilita a rozvoj
Existují adaptéry, které umožňují instalaci vysílačů SFP do portů QSFP, což zajišťuje zpětnou kompatibilitu. Objevily se specifikace SFP-DD a QSFP-DD, které podporují vyšší přenosové rychlosti a zajišťují zpětnou kompatibilitu. Specifikace OSFP-XD byla vydána 17. března 2023. Specifikace stanoví parametry elektrických konektorů, elektrických signálů a zdrojů napájení, mechanické a tepelné požadavky modulu OSFP-XD, včetně konektorových a klecových systémů. Rozhraní pro správu modulu OSFP-XD je detailně popsáno v odděleném dokumentu s názvem "Common Management Interface Specification for 8/16X Pluggable Transceivers". Tento dokument poskytuje standardní specifikaci, kterou mohou využívat výrobci systémů, systémoví integrátoři a dodavatelé modulů.

## Využití[5]
1. Datová centra (DC): OSFP je navržen pro podporu 400 gigabitových optických dat uvnitř datových center, poskytující vysokou propustnost a efektivní využití prostoru.
2. Kampusové sítě: OSFP lze také použít v kampusových sítích, kde je vyžadována vysoká rychlost přenosu dat mezi blízko umístěnými zařízeními.
3. Externí metropolitní sítě: OSFP je vhodný pro dlouhé spoje mezi vzdálenými uzly v externích metropolitních sítích.